# Operacja Postmaster
Operacja Postmaster – brytyjska operacja specjalna przeprowadzona 14 stycznia 1942 roku na hiszpańskiej wyspie Fernando Po w Zatoce Gwinejskiej podczas II wojny światowej. Misja została przeprowadzona przez Small Scale Raiding Force (SSRF) i Special Operations Executive (SOE). Ich celem było wejście na pokład włoskich i niemieckich statków zacumowanych w porcie i odpłynięcie nimi do Lagos. Zespół SSRF pod dowództwem majora Gusa March-Phillippsa opuścił Wielką Brytanię w sierpniu 1941 roku i popłynęło trawlerem typu Brixham o nazwie własnej „Maid Honor” do hiszpańskiej kolonii.
Brytyjskie władze początkowo odmówiły zaakceptowania rajdu, który uznały za naruszenie neutralności Hiszpanii. Zgoda na przeprowadzenie operacji ostatecznie nadeszła z Foreign Office w Londynie. 14 stycznia 1942 roku, w czasie gdy oficerowie okrętów Osi uczestniczyli w przyjęciu zorganizowanym przez agenta SOE, komandosi wkroczyli do portu na pokładzie dwóch holowników, pokonali załogi okrętów i bez strat własnych odpłynęli przejętymi statkami, w tym włoskim statkiem handlowym „Duchessa d’Aosta”. Rajd wzmocnił reputację SOE w krytycznym momencie wojny i pokazał, że jest ono w stanie planować i prowadzić tajne operacje bez względu na konsekwencje polityczne.

## Tło
W 1941 roku brytyjska Admiralicja zaczęła otrzymywać raporty, że niemieckie okręty podwodne wykorzystują rzeki w kontrolowanej przez Francję Vichy części Afryki jako bazy dla uzupełniania paliwa. Jednostką wybraną do zbadania prawdziwości tych raportów została Small Scale Raiding Force (SSRF), znana również jako No. 62 Commando. SSRF została utworzona w 1941 roku i składała się z małej grupy 55 przeszkolonych komandosów, którzy współpracowali ze Special Operations Executive (SOE). Będąc pod kontrolą operacyjną Kwatery Głównej Operacji Połączonych, No. 62 Commando znajdowało się pod dowództwem majora Gusa March-Phillippsa.
„Maid Honor”, 65-tonowy jacht trawler typu Brixham, opuścił port w Poole 9 sierpnia 1941 roku, kierując się do Afryki Zachodniej. Pięcioosobowa załoga służyła pod dowództwem March-Phillippsa. Pozostali członkowie SSRF pod dowództwem kapitana Geoffreya Appleyarda odpłynęli wcześniej na pokładzie okrętu transportowego. 20 września 1941 roku, po sześciu tygodniach na morzu, „Maid Honor” przybył do Freetown w Sierra Leone. Freetown było uzgodnionym miejscem spotkania dla obu grup, grupa Appleyarda przybyła tam pod koniec sierpnia. Po przybyciu „Maid Honor” do Freetown rozpoczęto poszukiwania niemieckich baz okrętów podwodnych. Żeglując po licznych rzekach i deltach w tym rejonie, komandosom nie udało im się zlokalizować żadnych okrętów podwodnych ani dowodów na istnienie ich bazy.
SOE utrzymywało stałą obecność w Afryce Zachodniej, gdzie mogło obserwować terytoria francuskie, hiszpańskie i portugalskie z zamiarem identyfikowania i utrudniania wszelkich działań, które zagrażałyby kolonialnym posiadłościom Wielkiej Brytanii.  Podczas gdy komandosi poszukiwali niemieckich baz okrętów podwodnych, agenci SOE dowiedzieli się o trzech statkach cumujących w porcie Santa Isabel na hiszpańskiej wyspie Fernando Po, 30 km od wybrzeża Afryki w pobliżu granicy Nigerii i Gwinei.
Te trzy statki to włoski 8500-tonowy statek handlowy „Duchessa d’Aosta”, duży niemiecki holownik „Likomba” i napędzana silnikiem diesla barka „Bibundi”. „Duchessa d’Aosta” miała działające radio, które uważano za szczególne zagrożenie, z potencjałem dostarczania szczegółów na temat ruchów marynarki wojennej aliantów. Jej zadeklarowany ładunek to 3 miliony funtów wełny, 316 610 funtów skór, 1,3 miliona funtów materiałów garbowanych, 4 miliony funtów kopry, 544 660 funtów surowego włókna azbestowego i ponad 1,1 miliona sztabek miedzi elektrolitycznej. Pierwsza strona manifestu ładunkowego nie została przedstawiona władzom portu, a kapitan statku odmówił podania im jakichkolwiek szczegółów, co doprowadziło do spekulacji, że statek przewozi również broń lub amunicję. Podczas wizyt na wyspie agent SOE Leonard Guise obserwował statki i w sierpniu 1941 roku przedstawił plan przejęcia „Likomby” i unieszkodliwienia „Duchessy d’Aosta. Admiralicja wyraziła zgodę na operację wojskową w neutralnym porcie 20 listopada 1941 roku.
Aby przetransportować komandosów na wyspę, gubernator Nigerii, sir Bernard Bourdillon, dostarczył dwa holowniki, „Vulcan” i „Nuneaton”. Siły rajdowe miały składać się z 32 ludzi: czterech agentów SOE, 11 komandosów z SSRF i 17 mężczyzn zrekrutowanych spośród miejscowej ludności do obsługi dwóch holowników. Plan nie powiódł się w momencie, gdy brytyjski generał dowodzący (GOC) West Africa Command, generał George Giffard odmówił wsparcia misji. Nie przekazał wymaganych 17 ludzi na misję, twierdząc, że zagroziłoby to jego własnym planom i że czyn ten zostanie uznany za piractwo, co może mieć poważne konsekwencje. W odpowiedzi na te obawy Admiralicja zawiesiła operację. Ministerstwo Spraw Zagranicznych również nie oceniało pozytywnie tej operacji i tym bardziej ambasada brytyjska w Madrycie, która była zaniepokojona możliwymi reakcjami rządu hiszpańskiego. Ostateczne zielone światło, ostatecznie poparte przez Foreign Office, nie zostało wydane aż do 6 stycznia 1942 roku, z uwagi na to, że chociaż podejrzenie brytyjskiego udziału w rajdzie było nieuniknione, liczyło się uniknięcie jakiegokolwiek namacalnego dowodu. Jako zabezpieczenie Admiralicja wysłała również HMS „Violet”, korwetę klasy Flower, aby przechwycić statki na morzu, co miało zapewnić przykrywkę, że statki zostały przechwycone na wodach międzynarodowych podczas podróży powrotnej do Europy.

## Misja

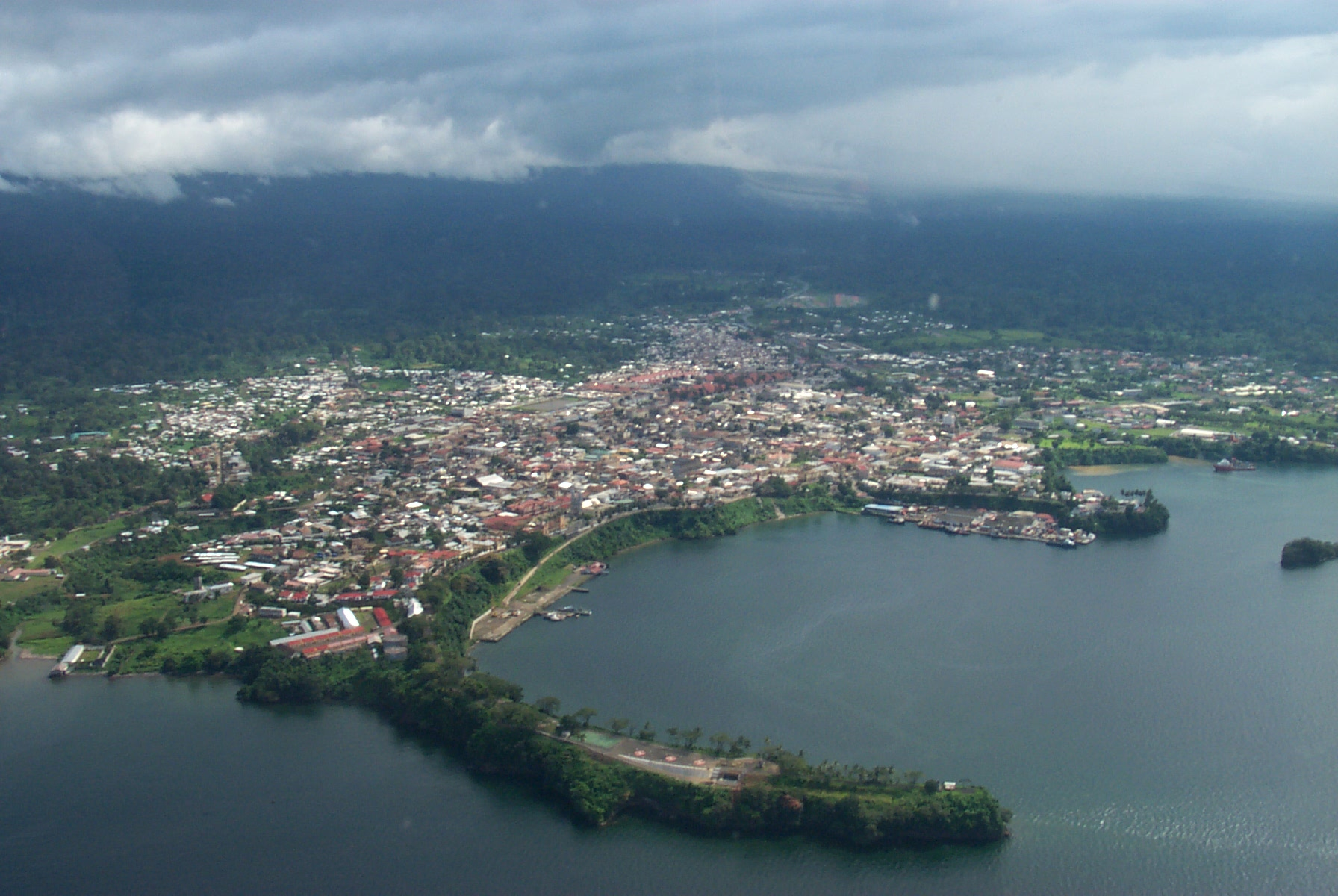
Zdjęcie Santa Isabel z powietrza (2007)

Agent SOE Richard Lippett uzyskał zatrudnienie w firmie żeglugowej John Holt & Co z Liverpoolu, która miała swoje biura handlowe na wyspie. Po objęciu stanowiska zaczął przygotowywać się do akcji. Dowiedział się, że załoga „Duchessy d’Aosta” miała zwyczaj przyjmowania zaproszeń na przyjęcia na lądzie i zorganizowała własne przyjęcie na pokładzie statku 6 stycznia 1942 roku. Pod przykrywką uczestnika przyjęcia Lippett zdołał uzyskać informacje o gotowości statku do wyjścia w morze, liczebności załogi i organizacji wachty.
Komandosi opuścili Lagos dwoma holownikami rano 11 stycznia 1942 roku, a w trakcie podróży ćwiczyli opuszczanie folbotów i abordaż statków na morzu pod dowództwem kapitana Grahama Hayesa. Zbliżyli się do portu Santa Isabel i kolejno o godzinie 23:15 i 23:30 14 stycznia 1942 roku oba holowniki znalazły się na pozycji 180 metrów od portu. Na lądzie Lippett zorganizował zaproszenie oficerów z „Duchessy d’Aosta” na przyjęcie obiadowe; uczestniczyło w nim 12 włoskich oficerów i dwóch niemieckich oficerów z „Likomby”.
Ekipy abordażowe zebrały się na pokładach dwóch holowników, gdy te wpłynęły do portu. „Vulcan”, z March-Phillippsem i jego zastępcą Appleyardem na pokładzie, skierował się w stronę „Duchessy d’Aosta”. Gdy się zbliżali, na rufie statku handlowego można było zobaczyć kilku mężczyzn, ale wydawali się nie zwracać uwagi na holownik, poza tym, że świecili w jego kierunku latarką. W tym samym czasie żołnierze na folbotach pod dowództwem Hayesa z „Nuneaton” wiosłowali w kierunku „Likomby” i „Bibundi”, które były zacumowane obok siebie. Na wezwanie wachtowego na „Bibundi” odpowiedzieli, że to kapitan statku wraca na pokład. Gdy weszli na pokład „Bibundi”, dwuosobowa wachta zorientowała się w swej prawdziwej sytuacji i w obliczu przewagi wroga wyskoczyła za burtę. Po przymocowaniu ładunków wybuchowych do łańcucha kotwicznego, komandosi poprowadzili „Nuneaton” obok „Likomby”, aby wziąć ją i „Bibundi” na hol.

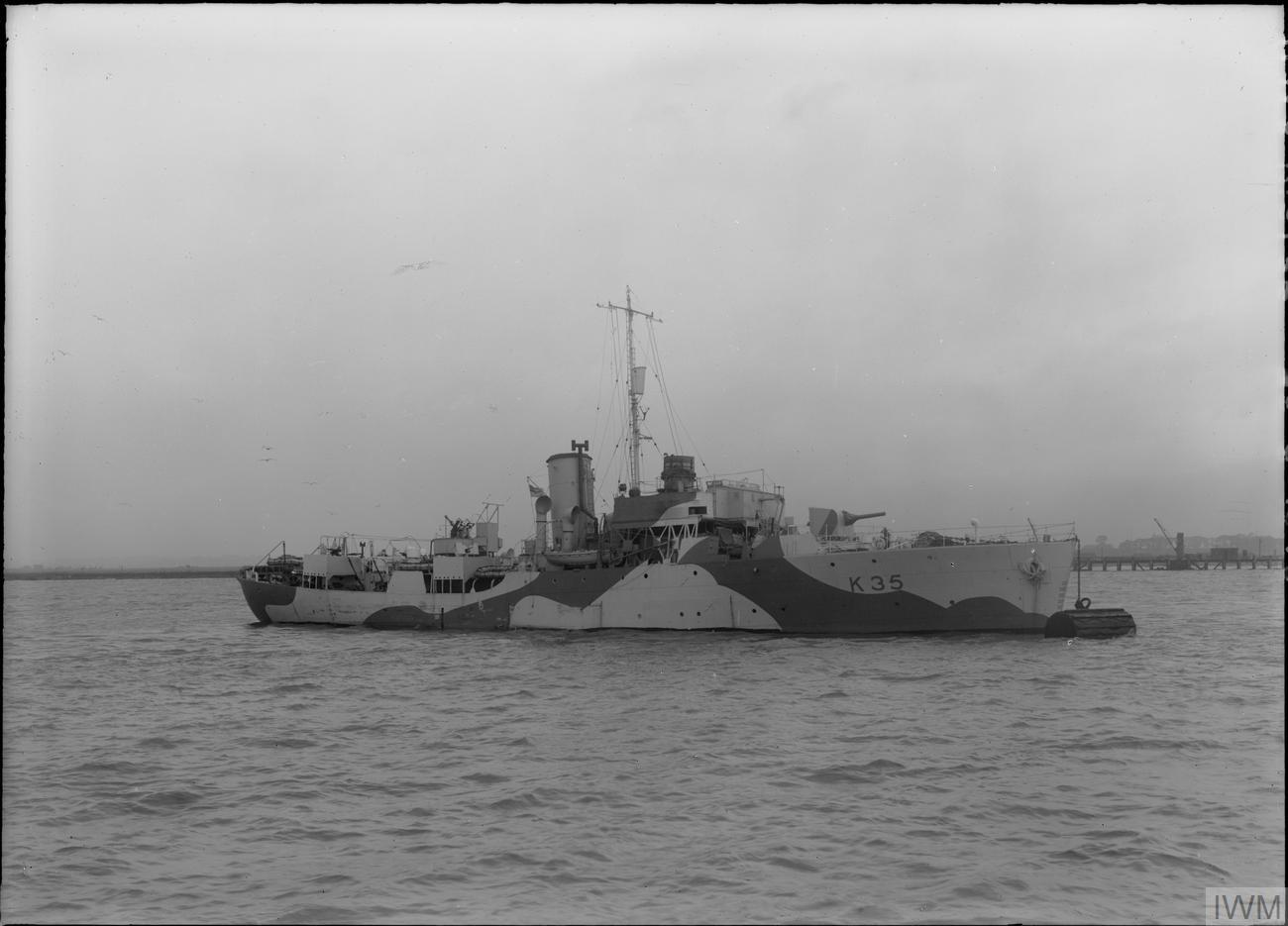
Korweta klasy Flower HMS „Violet”

Gdy tylko żołnierze gotowi, ładunki zostały zdetonowane, zrywając kotwice, a „Nuneaton” zaczął holować „Likombę” z portu. Jedenastu komandosów z „Vulcana” zdołało wejść na pokład „Duchessy d’Aosta”; podczas gdy jedna grupa przymocowała ładunki do łańcuchów kotwicznych, inna przeszukiwała pomieszczenia pod pokładem, biorąc załogę do niewoli. Po zerwaniu łańcuchów kotwicznych „Vulcan” zaczął odholowywać „Duchessę d’Aosta” z portu. Eksplozje zaalarmowały ludność miasta, która zaczęła gromadzić się na molo, ale nie podjęto żadnych prób powstrzymania statków przed wypłynięciem. Kilka stanowisk przeciwlotniczych otworzyło ogień do wyimaginowanych celów, wierząc, że eksplozje zostały spowodowane atakiem lotniczym, ale sześciocalowe działa chroniące port przed atakiem z morza nie wystrzeliły ani razy. Od wejścia do portu do wypłynięcia z holowanymi statkami operacja trwała ok. 30 minut, bez żadnych strat w szeregach grupy rajdowej.
Będąc na morzu, 15 stycznia 1942 roku March-Phillipps ustalił rutynowe wachty i umieścił strażników przy 29 wziętych jeńcach. Wieczorem pojawiły się problemy z silnikami holowników i linami holowniczymi przypiętymi do zdobytych statków. Następnego dnia „Vulcan” dotarł na miejsce spotkania i został „złapany” na morzu przez HMS „Violet”. „Nuneaton”, cierpiący na problemy z silnikiem, zdołał skontaktować się z nigeryjskim węglowcem „Ilorin” za pomocą semafora, który z kolei skontaktował się z Lagos, po czym został wysłany statek, aby odholować ich do portu.

## Następstwa
Special Operations Executive wykazało swoją zdolność do podejmowania śmiałych operacji bez względu na konsekwencje polityczne. Hugh Dalton, minister rządu odpowiedzialny za SOE, poinformował brytyjskiego premiera Winstona Churchilla o wyniku rajdu. Wyraził również przekonanie, że „inne neutralne rządy muszą być pod wrażeniem, że Wielka Brytania, jeśli zajdzie taka potrzeba, zignoruje prawne formalności wojny na rzecz zwycięstwa”. Agent odpowiedzialny za stację SOE Africa złożył raport szefowi SOE Colinowi Gubbinsowi, w którym odniósł się do sukcesu operacji Postmaster: „być może następnym razem nie będzie konieczne prowadzenie przedłużonych negocjacji przed podjęciem 30-minutowej operacji”.
Hiszpański rząd był wściekły z powodu brytyjskiej akcji, którą uznano za naruszenie neutralności kraju. Minister spraw zagranicznych Serrano Suñer opisał operację jako „niedopuszczalny atak na naszą suwerenność; żaden Hiszpan nie może nie być poruszony tym aktem piractwa popełnionym wbrew wszelkim prawom i na wodach znajdujących się pod naszą jurysdykcją. Niech [Brytyjczycy] nie zdziwią się, jeśli odpowiemy zgodnie z ich metodami – bronią”.
W Niemczech stacje radiowe donosiły, że „brytyjski niszczyciel wpłynął do portu i zrzucił bomby głębinowe, aby wysadzić liny kotwiczne, a załoga statku została rozstrzelana”, zaś w wydaniu „Völkischer Beobachter” z 21 stycznia 1942 roku opublikowano artykuł zatytułowany Brytyjskie zaprzeczenia – Admiralicja kłamie w sprawie aktu piractwa.
Wywiad Royal Navy wydał własny komunikat:

W obliczu niemieckich oskarżeń, że siły morskie aliantów przeprowadziły operację przeciwko okrętom Osi w hiszpańskim porcie Santa Isabel na Fernando Po, brytyjska Admiralicja uważa za konieczne stwierdzenie, że w pobliżu nie było żadnego brytyjskiego ani innego alianckiego okrętu [...] W wyniku [...] niemieckiej audycji brytyjski dowódca naczelny wysłał patrole rozpoznawcze, aby zbadać ten obszar. Otrzymano raport, że zauważono duży niezidentyfikowany okręt, a brytyjskie okręty wojenne zmierzają w to miejsce, aby przeprowadzić dochodzenie

Szczegóły rajdu były utrzymywane w tajemnicy nawet przed brytyjskimi szefami sztabu, którzy zostali poinformowani dopiero 18 stycznia 1942 roku, że „Duchessa d’Aosta” została przechwycona 370 km od brzegu i jest w drodze do Lagos.
Na samym Fernando Po Richard Lippett, który pozostał na wyspie, został zabrany na przesłuchanie przez hiszpańskie władze 17 stycznia 1942 roku. Udało mu się przekonać ich, że nie miał nic wspólnego z odpłynięciem statków ani nie wydał żadnych pieniędzy na przyjęcie dla oficerów. Został zwolniony z aresztu 27 stycznia 1942 roku, ale odmówiono mu pozwolenia na wyjazd. Ostatecznie opuścił wyspę potajemnie kajakiem, docierając na terytorium brytyjskie 1 marca 1942 roku. Po operacji „Maid Honor” pozostał w Lagos i ostatecznie został sprzedany rządowi Sierra Leone jako przebudowany trawler. „Duchessa d’Aosta” została doprowadzona do Greenock, a następnie zarządzana przez Canadian Pacific jako „Empire Yukon” dla Ministerstwa Transportu Wojennego.  „Likomba” była zarządzana przez Elder Dempster Lines, która zmieniła nazwę na Malakel w 1947 roku, a następnie sprzedała ją Liberii w 1948 roku.
Po rajdzie March-Phillipps został odznaczony Orderem Wybitnej Służby, Hayes otrzymał Krzyż Wojskowy, a Appleyard okucie ponownego nadania do swojego Krzyża Wojskowego. Z kolei Lippett i Guise zostali mianowani członkami Orderu Imperium Brytyjskiego. Inny komandos i jedyny zawodowy marynarz uczestniczący w rajdzie, szeregowy Anders Lassen, był pierwszym człowiekiem, który wszedł na pokład „Duchessy d’Aosta”. Za swoje zasługi w odholowaniu okrętu otrzymał awans na stopień oficerski stanu wojny i Krzyż Wojskowy.
March-Phillipps zginął podczas operacji Aquatint we wrześniu 1942 roku.  Podczas tej samej misji Hayes uniknął schwytania i przekroczył granicę z Hiszpanią, tylko po to, by zostać przekazanym Niemcom, którzy trzymali go w odosobnieniu przez dziewięć miesięcy, po czym został rozstrzelany 13 lipca 1943 roku. Appleyard dołączył później do Special Air Service, a tego samego dnia, w którym stracono Hayesa, został uznany za zaginionego, gdy jego samolot nie powrócił z misji. Lassen również dołączył do SAS; przyznano mu dwa okucia do Krzyża Wojskowego i awansowano do stopnia majora. Poległ we Włoszech w 1945 roku i został pośmiertnie odznaczony Krzyżem Wiktorii.

## W kulturze popularnej
Film Ministerstwo Niebezpiecznych Drani (ang. The Ministry of Ungentlemanly Warfare) w reżyserii Guya Ritchiego z 2024 roku przedstawia mocno sfabularyzowaną wersję operacji, opartą na książce Churchill's Secret Warriors: The Explosive True Story of the Special Forces Desperadoes of WWII' autorstwa Damiena Lewisa z 2014 roku.